# مسرح شافتسبري
مسرح شافتسبري هي من مسارح الوست اند، تقع في شافتسبري افنيو بلندن.
تم افتتاح المسرح في عام 1911 م وكان عدد مقاعده الأصلية يبلغ 2,392 مقعد، ولكن عملية التجديد وإعادة توزيع المدرجات تسبب بإنقاص عدد مقاعده لتصبح 1,400 مقعد.
تعرض على خشبة مسرح شافتسبري المسرحية الموسيقية “From Here to Eternity” «من الآن وحتى الأبد».